# Schulz & Schulz
Schulz & Schulz ist eine fünfteilige TV-Filmreihe um ein in den Kriegswirren und durch die Mauer getrenntes Zwillingspaar, das von Götz George gespielt wird. Autoren der ZDF-Reihe sind Krystian Martinek und Neithardt Riedel. Regie führten Ilse Hofmann (Folge 1 bis 3) und Nico Hofmann (Folge 4 und 5). Die erste Folge entstand im Jahre 1989 noch vor dem Fall der Berliner Mauer und war als einteiliger TV-Film angelegt. Erst nach dem Fall der Mauer und der darauf folgenden Wiedervereinigung wurden die Folgen II bis V gedreht, die auf die politischen und gesellschaftlichen Umwälzungen in den neuen Bundesländern während der Nachwendejahre Bezug nehmen. Die Biografien der beiden Brüder stehen allegorisch für die Geschichte der beiden deutschen Staaten.

## Schulz & Schulz (1989)
Darsteller: Götz George (Walter Schulz, Wolfgang Schulz), Marlen Diekhoff (Erika), Werner Schwuchow (Guenther), Martina Gedeck (Britta), Sybille Waury (Dorothee), Bodo Frank (Alexander), Gerhard Garbers (Erwin), Klaus J. Behrendt (Seibt), Krystian Martinek (Jochen), Neithardt Riedel (Roger), Carmen Molinar (Mutter Schulz), Eberhard Feik (Kellner). Regie: Ilse Hofmann.
Der ostdeutsche Werber Walter Schulz sieht im Westfernsehen einen Doppelgänger, in dem er seinen totgeglaubten Zwillingsbruder Wolfgang Schulz wiedererkennt. Als dieser kurz darauf aus Hamburg nach Stralsund kommt, tauschen die beiden aus einer Schnapslaune heraus die Identität. Walter managt nun in Hamburg eine Werbekampagne, während Wolfgang die Werbe- bzw. Propagandaabteilung der SED im Osten aufmischt. Eberhard Feik, bekannt als Tatort-Kommissar Christian Thanner und Partner von Schimanski, hat beim Wiedersehen der Brüder einen Cameo-Auftritt als Kellner. Das Drehbuch wurde im Wesentlichen noch vor den Ereignissen des Mauerfalls geschrieben.

## Schulz & Schulz II – Aller Anfang ist schwer (1991)
Darsteller: Götz George (Walter Schulz, Wolfgang Schulz), Marlen Diekhoff (Erika), Werner Schwuchow (Guenther), Martina Gedeck (Britta), Sybille Waury (Dorothee), (Sven Viereck) (Double), Bodo Frank (Alexander), Gerhard Garbers (Erwin), Irmgard Riessen (Wally), Klaus J. Behrendt (Seibt), Krystian Martinek (Jochen), Carmen Molinar (Mutter Schulz), Neithardt Riedel (Roger), Angelika Thomas (Staatsbürgerkundelehrerin), Lisa Wittich (Dorothees Mitschülerin). Regie: Ilse Hofmann.
Die Mauer ist gefallen. Mit seiner Ehefrau Erika und den Kindern Dorothee und Alexander reist Walter Schulz nach Hamburg. Hier eröffnet ihm sein Bruder Wolfgang, dass er ihn bei einer Unternehmensgründung unterstützen will. Während Walter von Wolfgang überrollt wird, versucht sein Ex-Vorgesetzter Guenther ihm eine Stasi-Vergangenheit anzudichten.

## Schulz & Schulz III – Wechselspiele (1992)
Darsteller: Götz George (Walter Schulz, Wolfgang Schulz), Marlen Diekhoff (Erika), Werner Schwuchow (Guenther), Martina Gedeck (Britta), Sybille Waury (Dorothee), Sven Viereck (Double), Bodo Frank (Alexander), Gerhard Garbers (Erwin), Irmgard Riessen (Wally), Klaus J. Behrendt (Seibt), Krystian Martinek (Jochen), Neithardt Riedel (Roger), Monika Peitsch (Frau Gabriel), Lisa Wittich (Dorothees Freundin), Carmen Molinar (Mutter Schulz). Regie: Ilse Hofmann.
In den Köpfen der Brüder Walter und Wolfgang existiert die Mauer immer noch. Walter springt bei der Hochzeit mit Britta für seinen Bruder Wolfgang ein. Außerdem schlagen die beiden dem hinterhältigen Ex-Stasimann und Wendehals Guenther ein Schnippchen.

## Schulz & Schulz IV – Neue Welten, alte Lasten (1992)
Darsteller: Götz George (Walter Schulz, Wolfgang Schulz), Marlen Diekhoff (Erika), Werner Schwuchow (Guenther), Martina Gedeck (Britta), Sybille Waury (Dorothee), Sven Viereck (Double), Bodo Frank (Alexander), Gerhard Garbers (Erwin), Irmgard Riessen (Wally), Klaus J. Behrendt (Seibt), Krystian Martinek (Jochen), Neithardt Riedel (Roger), Carmen Molinar (Mutter Schulz), Monika Peitsch (Frau Gabriel), Eleonore Weisgerber (Frau von Blankenburg), Stephan Kampwirth (Neonazi).
Der Hamburger Wolfgang will einen Stasi-Freizeitpark eröffnen. Außerdem will er, dass sein Zwillingsbruder Walter in Stralsund Politiker wird. Walter will dies nicht. Die beiden Brüder beschäftigt vor allem eine Frage: Warum ist der ehemalige Stasi-Mann Guenther wieder obenauf? Außerdem findet Walter heraus, dass der IM Karnickel über ihn bei der Stasi ausgesagt hat.

## Schulz & Schulz V – Fünf vor zwölf (1993)
Darsteller: Götz George (Walter Schulz, Wolfgang Schulz), Marlen Diekhoff (Erika), Werner Schwuchow (Guenther), Martina Gedeck (Britta), Sven Viereck (Double), Bodo Frank (Alexander), Gerhard Garbers (Erwin), Irmgard Riessen (Wally), Klaus J. Behrendt (Seibt), Krystian Martinek (Jochen), Neithardt Riedel (Roger), Suzanne von Borsody (Frau Zetsmann), Moritz Bleibtreu (Alexanders Nazi-Kumpel), Carmen Molinar (Mutter Schulz) u. a.
Walter steigt mit seinem Geld in die Bahnhofskneipe seines Freundes Erwin ein. Neonazis zertrümmern diese. Walters ewiger Widersacher Guenther hat seine Hände im Spiel. Außerdem gerät sein Sohn Alexander auf Abwege und schließt sich Nazis (u. a. Moritz Bleibtreu) an.